# Elastizitätsgesetz
Das Elastizitätsgesetz ist ein Stoffgesetz. Es gestattet, die Reaktion eines elastischen Materials, also die im Material auftretenden Spannungen, aus den im Material erzwungenen Dehnungen zu berechnen.
Bei linear-elastischem Verhalten des Materials mit kleinen Verformungen und Rotationen schließt dies auch die inverse Betrachtung mit ein: die Dehnungen sind danach die resultierenden Zustandsgrößen der – wie auch immer – erzeugten Spannungen im Material.
Das Gesetz wird in den Ingenieurwissenschaften und der technischen Mechanik verwendet, um das Verhalten des spezifischen Materials zu beschreiben. Ferner wird bei den folgenden Ausführungen von einem homogenen Material ausgegangen.
Der lineare Sonderfall des Elastizitätsgesetzes ist das Hookesche Gesetz.
Andere Arten des elastischen Materialverhaltens sind nichtlineare Elastizität und Viskoelastizität. 